# 由利健次
由利 健次（ゆり けんじ、1902年3月27日 - 没年不詳）は、日本の元俳優である。本名は中山 太吉（一説に中山 章、なかやま あきら）。旧芸名は中野 洋二（なかの ようじ）、中野 健治（なかの けんじ）、中野 健次、中野 健二。

## 来歴・人物
1902年（明治35年）3月27日、三重県桑名郡城南村字小貝須（現在の同県桑名市小貝須）に農業を経営する父・弥太郎と母・すわの次男として生まれる。城南尋常小学校（現在の品川区立城南小学校）卒業後、北海道雨竜郡深川町（現在の同道深川市）にあった親戚邸に移り、北海道庁立旭川中学校（現在の北海道旭川東高等学校）に進学するも、1921年（大正10年）に中退する。ただし、1998年（平成10年）に発行された『芸能人物事典 明治大正昭和』では「旭川中学校卒業」としている。中退後、由利の叔父が経営する材木会社の事務員として労働していた。
1924年（大正13年）4月、22歳の時に西野薫一座に入り、初舞台を踏む。1925年（大正14年）7月、義兄であり、当時マキノ・プロダクションに所属していた宮島健一（1895年 - 没年不詳）の紹介で東亜キネマ甲陽撮影所に入社する。中野洋二という芸名で活動するも芽が出ず、脇役に終始する。1927年（昭和2年）7月、甲陽撮影所閉鎖によりマキノ・プロダクションなど持院撮影所に合併され、数本の作品に出演。1928年（昭和3年）、曾根純三（1898年 - 没年不詳）の紹介で創立間も無い河合映画社巣鴨撮影所に入社。1930年（昭和3年）に公開された吉村操監督映画『憲兵大尉の娘』で相手役に抜擢され、主演スターの地位を獲得する。以後、現代劇を中心に多数の作品に出演するが、この間に中野健治、中野健次、中野健二と改名している。
1932年（昭和7年）秋、新興キネマに移籍。芸名も由利健次と改名して、同年の渡辺新太郎監督映画『太陽の娘』で桂珠子の相手役など、ここでも多数の作品で主演を務め、森静子、入江たか子、鈴木澄子、徳川良子らと共演した。1938年（昭和13年）8月、小杉勇の紹介で日活多摩川撮影所へ移籍するが、次第に脇役に回ることが多くなり、1941年（昭和16年）に退社。ただし、1979年（昭和54年）に発行された『日本映画俳優全集 男優篇』では「39年に日活を退社」としている。また、日本映画データベース、日活データベースでは1942年（昭和17年）までの出演作品が確認出来る。
退社後は実演活動に転向し、姫宮接子（1920年 - 没年不詳）、山本礼三郎（1902年 - 1964年）らと共に一座を結成して全国を巡業。その後、由利健次劇団を結成し、団員にはリーガル天才・秀才がいた。戦後も引き続き巡業した後、1947年（昭和23年）頃、由利は芸能界を引退した。
1948年（昭和23年）からは東京都中央区銀座で麻雀クラブを経営。後に東京都世田谷区に移り、世田谷麻雀業組合組長、東京都麻雀組合連合会監事を務めていた。『日本映画俳優全集 男優篇』には、存命人物として東京都世田谷区上馬に在住している旨が記載されている。また、1988年（昭和63年）には「”不良役者” 由利健次」としてインタビューを受けていたが、以後の由利の消息は不明である。没年不詳。

## 主な出演作品
中野洋二
- 『粉葉微塵』：監督不明、製作東亜キネマ甲陽撮影所、1926年月日不明公開
- 『狂恋の嵐』：監督井出錦之助、製作東亜キネマ甲陽撮影所、1927年1月1日公開
- 『黒真珠』：監督西本武二、製作東亜キネマ京都撮影所、1927年9月14日公開
- 『勇ましき兄』：監督根津新、製作東亜キネマ京都撮影所、1927年1月9日公開
- 『巷の人』：監督永井健、製作東亜キネマ京都撮影所、1928年月日不明公開
- 『憲兵大尉の娘』：監督高松操、製作河合映画製作社、1930年10月31日公開
- 『浅草六区の伊達男』：監督丘虹二、製作河合映画製作社、1930年10月31日公開
- 『奥様天国』：監督吉村操、製作河合映画製作社、1930年12月31日公開 - 主演
- 『青春時代 花の様なお嬢さん 第一篇』（『花のやうなお嬢さん』）：監督吉村操、製作河合映画製作社、1931年1月5日公開 - 主演

中野健治
- 『朗らかな暗黒街』：監督丘虹二、製作河合映画製作社、1931年2月13日公開 - 主演
- 『恋人形 お絹物語』（『恋人形』）：監督吉村操、製作河合映画製作社、1931年2月27日公開 - 主演
- 『一九三一年式恋愛術』：監督石橋靖児、製作河合映画製作社、1931年3月6日公開 - 主演
- 『嘆きの春』：監督丘虹二、製作河合映画製作社、1931年3月27日公開 - 主演
- 『揺れる太陽』：監督田中重雄、製作河合映画製作社、1931年5月13日公開 - 主演
- 『航路の悩み』：監督西尾佳雄、製作河合映画製作社、1931年3月28日公開 - 主演
- 『飢ゆる都会 前篇』：監督田中重雄、製作河合映画製作社、1932年1月5日公開 - 主演
- 『飢ゆる都会 後篇』：監督田中重雄、製作河合映画製作社、1932年1月10日公開 - 主演
- 『金子夫人』：監督西尾佳雄、製作河合映画製作社、1932年2月11日公開 - 主演
- 『与太者気質』：監督田中重雄、製作河合映画製作社、1932年4月8日公開 - 主演
- 『愛の審判』：監督吉村操、製作河合映画製作社、1932年4月15日公開 - 主演
- 『大東京の屋根の下』：監督吉村操、製作河合映画製作社、1932年6月3日公開 - 主演
- 『日蓮お政』：監督服部真砂雄、製作河合映画製作社、1932年6月17日公開 - 主演

中野健次
- 『曙』：監督田中重雄、製作河合映画製作社、1931年4月3日公開 - 主演
- 『洋妾お梶』：監督西尾佳雄、製作河合映画製作社、1932年月日不明公開 - 主演

中野健二
- 『忠魂肉弾三勇士』：監督根岸東一郎、製作河合映画製作社、1932年3月3日公開 - 主演
- 『街の鉄条網』：監督吉村操、製作河合映画製作社、1932年4月1日公開 - 主演

由利健次
- 『太陽の娘』：監督渡辺新太郎、製作新興キネマ、1932年10月6日公開 - 田川進（主演）
- 『渦巻』：監督印南弘、製作新興キネマ、1932年11月10日公開 - 数江の夫高昌
- 『白蓮』：監督木村恵吾、製作入江ぷろだくしょん、1932年12月8日公開 - 王名克巳
- 『栄え行く道』：監督曽根純三、製作新興キネマ、1933年1月7日公開 - 小野敏夫（主演）
- 『不良少年の父』：監督曽根純三、製作新興キネマ、1934年7月26日公開 - 北原伯爵の長男竜彦（主演）
- 『あゝ玉杯に花をうけて』：監督上砂泰蔵、製作新興キネマ、1935年1月15日公開 - 一高生安場五郎（主演）
- 『虎公』：監督寿々喜多呂九平、製作新興キネマ京都撮影所、1935年3月21日公開 - 虎公こと魚屋の虎吉（主演）
- 『露営の灯』：監督富岡捷、製作日活多摩川撮影所、1939年4月7日公開
- 『女性の力』：監督伊賀山正徳、製作日活多摩川撮影所、1939年6月15日公開
- 『舗道の戦線』：監督野口博志、製作日活多摩川撮影所、1939年7月29日公開
- 『キャラコさん』：監督森永健次郎、製作日活多摩川撮影所、1939年9月28日公開